# Стопфорд, Джеймс, 2-й граф Кортаун
Джеймс Стопфорд, 2-й граф Кортаун (англ. James Stopford, 2st Earl of Courtown; 28 мая 1731 — 30 марта 1810) — англо-ирландский пэр и политик-тори. Он носил титул учтивости — виконт Стопфорд с 1762 по 1770 год.

## Происхождение и образование
Родился 28 мая 1731 года. Старший сын Джеймса Стопфорда, 1-го графа Кортауна (1700—1770), и его жены Элизабет (урожденной Смит) (1705—1788). Он получил образование в Тринити-колледже Дублинского университета.

## Карьера
Джеймс Стопфорд заседал в Ирландской палате общин от Тагмона (1761—1768) и в Палате общин Великобритании от Грейт-Бедвина (1774) и Мальборо (1780—1793). Занимал должности лорда опочивальни принца Уэльского (1780—1784) и казначея королевского двора в правительстве Уильяма Питта Младшего (1784—1793). Лорд Кортаун был награждён Орденом Святого Патрика в 1783 году и принят в Тайный совет Ирландии в 1784 году.
12 января 1770 года после смерти своего отца Джеймс Стопфорд унаследовал титулы 2-го графа Кортауна в графстве Уэксфорд (Пэрство Ирландии), 2-го виконта Стопфорда (Пэрство Ирландии) и 2-го барона Кортауна из графства Уэксфорд (Пэрство Ирландии).
7 июня 1796 года для него был создан титул барона Солтерсфорда из Солтесфорда в графстве Чешир (Пэрство Великобритании), что давало ему и его потомкам автоматическое место в Палате лордов Великобритании.

## Семья

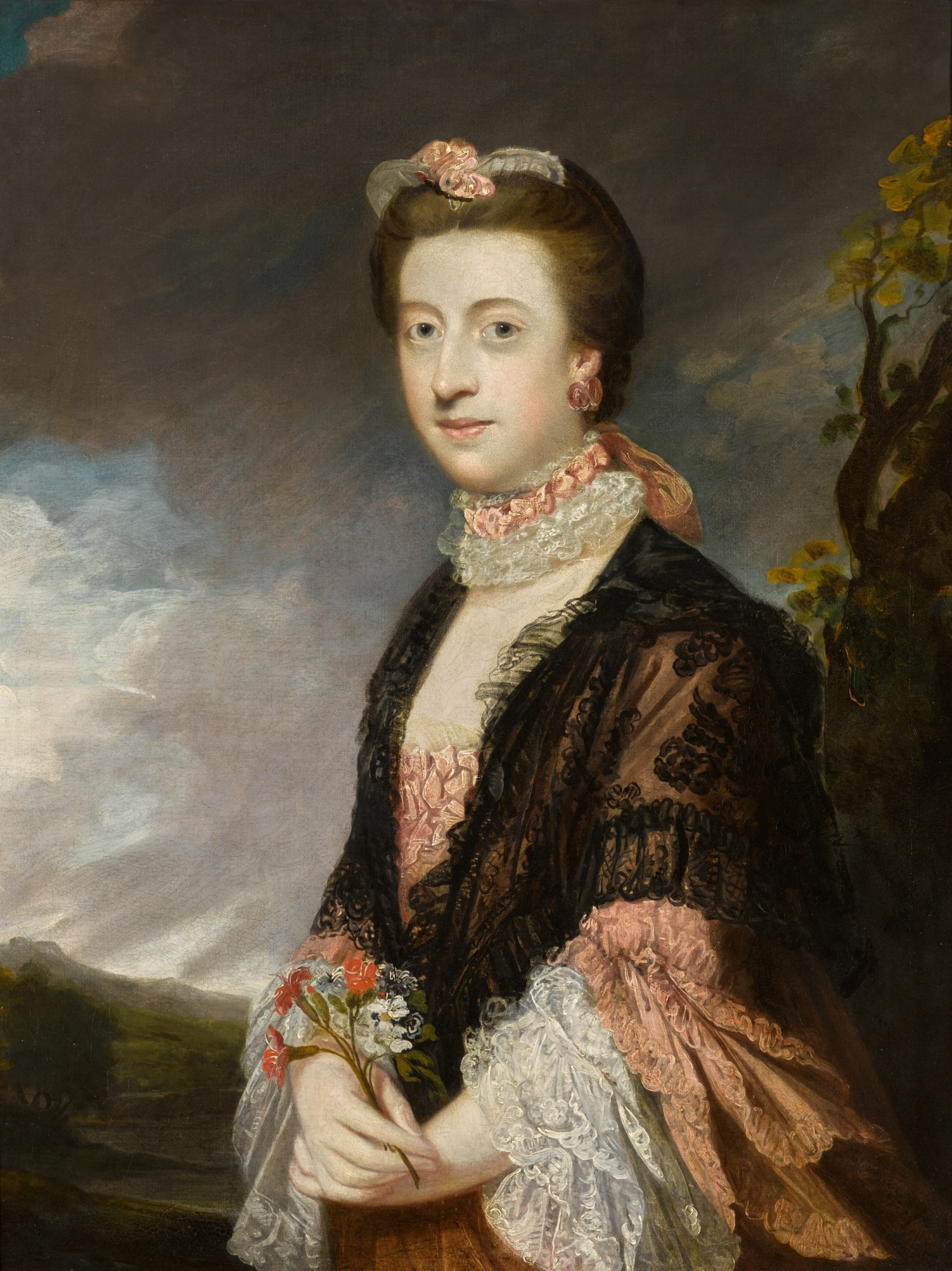
Портрет Мэри, графини Кортаун, автор портрета — Джошуа Рейнольдс

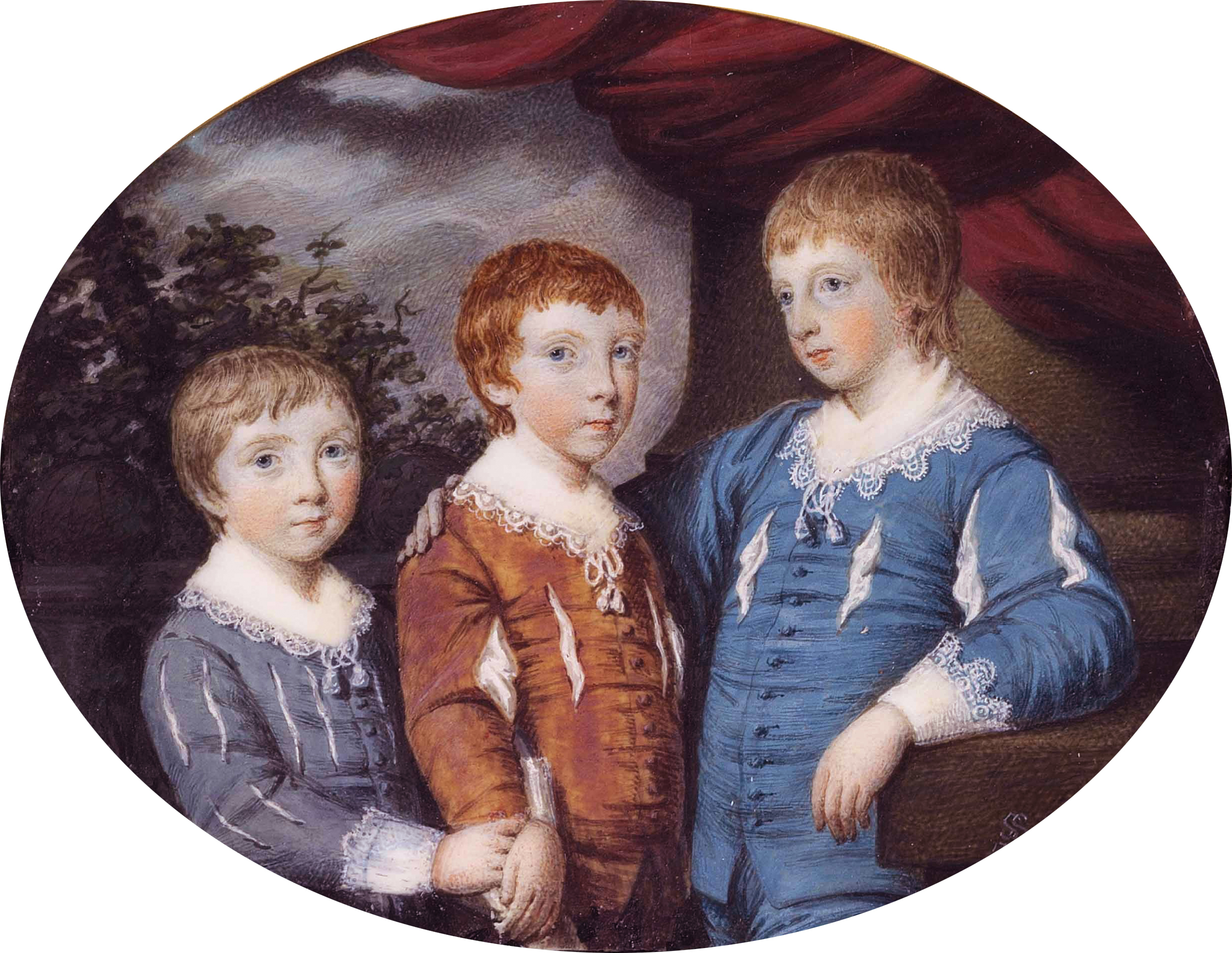
Портрет его сыновей; Роберт, Эдвард и Джеймс (Сэмюэл Шелли, 1774 г.)

19 апреля 1762 года в церкви Св. Георгия, Св. Джордж-стрит, Ганновер-сквер, Лондон, Джеймс Стопфорд женился на Мэри Поуис (1736 — 3 января 1810), дочери политика Ричарда Поуиса и леди Мэри Браднелл. У супругов было четыре сына и дочь:
- Джеймс Джордж Стопфорд, 3-й граф Кортаун (15 августа 1765 — 15 июня 1835), старший сын и преемник отца.
- Генерал-лейтенант Достопочтенный Сэр Эдвард Стопфорд (28 сентября 1766 −14 сентября 1837)
- Адмирал Достопочтенный Сэр Роберт Стопфорд (5 февраля 1768 — 25 июня 1847)
- Преподобный достопочтенный Ричард Брюс Стопфорд[англ.] (2 марта 1774 — 12 декабря 1844), каноник Виндзора и капеллан королевы Виктории.

Леди Кортаун умерла в январе 1810 года. Лорд Кортаун пережил её всего на три месяца и умер в марте 1810 года в возрасте 78 лет в Теддингтоне, Лондон. Он был похоронен 12 апреля 1810 года в Дине, Нортгемптоншир, Англия. Ему наследовал его старший сын Джеймс, который также стал видным политиком-консерватором.